# دوست دختر من یک مأمور مخفی است
دوست‌دختر من یک مأمور مخفی است (کره‌ای: 7급 공무원 "7th Level Civil Servant") یک فیلم کمدی اکشن عاشقانه محصول کره جنوبی در سال ۲۰۰۹ به کارگردانی کانگ جی هوان و با بازی کیم‌ها نئول است. این فیلم توانست در مدت اکران خود میزبان ۴٬۰۷۸٬۲۹۳ بیننده باشد و در جدول پربیننده‌ترین فیلم‌های سال در ردهٔ چهارم قرار بگیرد.

## خلاصه داستان
هان سوجی مامور مخفی است درحالیکه به نامزدش گفته که در آژانس مسافرتی کار میکند. اهمیت‌دادن بیش از حد او به شغلش باعث می‌شود نامزد او لی جیجون با او قهر کرده و به کانادا برود. بعد از سه سال این دو نفر در توالت یک رستوران همدیگر را می‌بینند و دعوایشان می‌شود. حالا جیجون تصور می‌کند سوجی تغییرشغل داده و نظافتچی دستشویی شده‌است! در ادامه فیلم مشخص می‌شود که جیجون هم مثل سوجی هاریمو شده و با هم درگیر پرونده‌ی یک ویروس خطرناک می‌شوند، اما نمیدانند که هر دوتایشان مامور مخفی هستند. تا جاییکه حتی فکر می‌کنند آنیکی جاسوس است و در ادامه پس از برطرف‌شدن سوءتفاهم موفق می‌شوند با همکاری هم جاسوسان را شکست داده و توطئه ویروس را خنثی کنند.

## بازیگران
- کیم‌ها نئول در نقش آنه سو جی
- کانگ جی هوان در نقش لی جه جون
- الیزابت سوجین فورد در نقش سونیا ویکتوریا
- جانگ یانگ نام در نقش رهبر تیم هونگ
- ریو سونگ ریونگ در نقش وون سئوک

## جوایز و نامزدی در جشنواره‌ها
جوایز Grand Bell 2009
- بهترین بازیگر جدید - کانگ جی هوان

جوایز فیلم در جشنواره اژدهای آبی ۲۰۰۹
- نامزدی - بهترین بازیگر زن برای کیم هاول
- نامزدی - بهترین بازیگر نقش مکمل زن برای جانگ یانگ نام

## بازسازی
این فیلم در نهایت به عنوان یک مجموعه تلویزیونی با نام هفتمین عامل غیرنظامی با بازی چوی کانگ هی و جو وون بازسازی و تدوین شد که در سال ۲۰۱۳ از شبکه کره جنوبی Munhwa Broadcasting Corporation (MBC) پخش شد.
در سال ۲۰۱۱، کلیه حقوق بازسازی توسط UTV Movies خریداری شد و در نسخهٔ بالیوودی اثر که توسط UTV Movies به تهیه کنندگی و کارگردانی Imtiaz Ali صورت گرفت، شهید کاپور به عنوان بازیگر مرد و کاترینا کایف به عنوان بازیگر زن انتخاب شده بودند که در نهایت ساخت این اثر متوقف شد.